# Julija Čumačenko
Julija Vadymivna Čumačenko (in ucraino Юлія Вадимівна Чумаченко ? ; traslitterazione anglosassone: Yuliya Vadimievna Chumachenko; Mykolaïv, 2 ottobre 1994) è un'altista ucraina.

## Palmarès
| Anno | Manifestazione              | Sede      | Evento        | Risultato | Prestazione | Note             |
| ---- | --------------------------- | --------- | ------------- | --------- | ----------- | ---------------- |
| 2015 | Europei under 23            | Tallinn   | Salto in alto | 7ª        | 1,81 m      |                  |
| 2016 | Europei                     | Amsterdam | Salto in alto | 15ª (q)   | 1,85 m      |                  |
| 2017 | Europei indoor              | Belgrado  | Salto in alto | 9ª (q)    | 1,86 m      |                  |
| 2019 | Campionati balcanici indoor | Istanbul  | Salto in alto | 4ª        | 1,88 m      |                  |
| 2019 | Universiadi                 | Napoli    | Salto in alto | Oro       | 1,94 m      | Record nazionale |
| 2020 | Campionati balcanici indoor | Istanbul  | Salto in alto | Oro       | 1,88 m      |                  |
| 2023 | Mondiali                    | Budapest  | Salto in alto | 23ª (q)   | 1,85 m      |                  |
| 2024 | Europei                     | Roma      | Salto in alto | 15ª (q)   | 1,85 m      |                  |
| 2025 | Europei indoor              | Apeldoorn | Salto in alto | 16ª (q)   | 1,80 m      |                  |